# Districte de Liestal

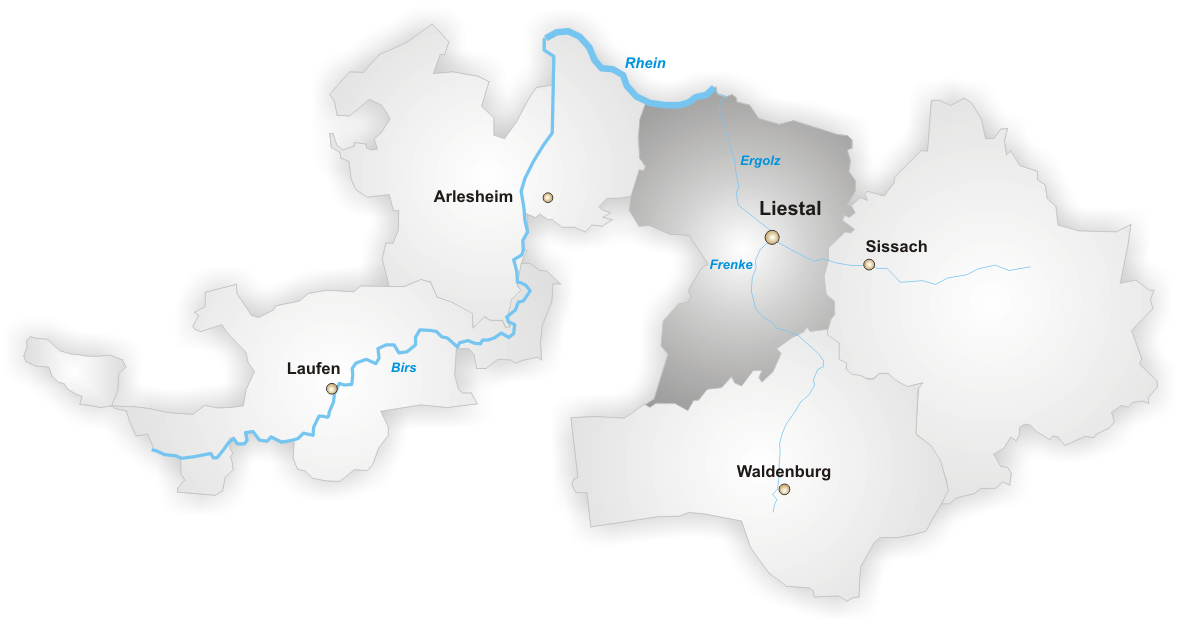
El districte de Liestal

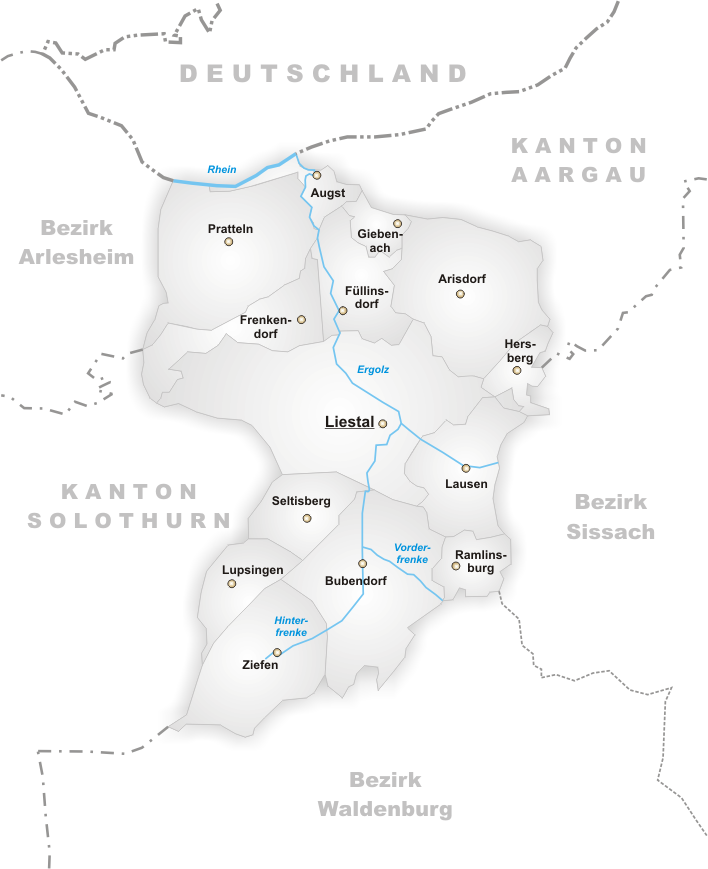
Municipis del districte de Liestal

El districte de Liestal és un dels cinc districtes del cantó suís de Basilea-Camp. Té una població de 56683 habitants (cens de 2007) i una superfície de 85.83 km². Està compost per 14 municipis i el cap del districte és Liestal.

## Municipis
| Escut       | Municipi    | Habitants (2004) | Superfície en km² |
| ----------- | ----------- | ---------------- | ----------------- |
| Arisdorf    | Arisdorf    | 1443             | 9.99              |
| Augst       | Augst       | 932              | 1.64              |
| Bubendorf   | Bubendorf   | 4401             | 10.81             |
| Frenkendorf | Frenkendorf | 6077             | 4.58              |
| Füllinsdorf | Füllinsdorf | 4364             | 4.62              |
| Giebenach   | Giebenach   | 835              | 1.32              |
| Hersberg    | Hersberg    | 273              | 1.67              |
| Lausen      | Lausen      | 4832             | 5.56              |
| Liestal     | Liestal     | 13'036           | 18.21             |
| Lupsingen   | Lupsingen   | 1299             | 3.12              |
| Pratteln    | Pratteln    | 14'988           | 10.70             |
| Ramlinsburg | Ramlinsburg | 697              | 2.24              |
| Seltisberg  | Seltisberg  | 1313             | 3.57              |
| Ziefen      | Ziefen      | 1464             | 7.80              |